# Robert Förster

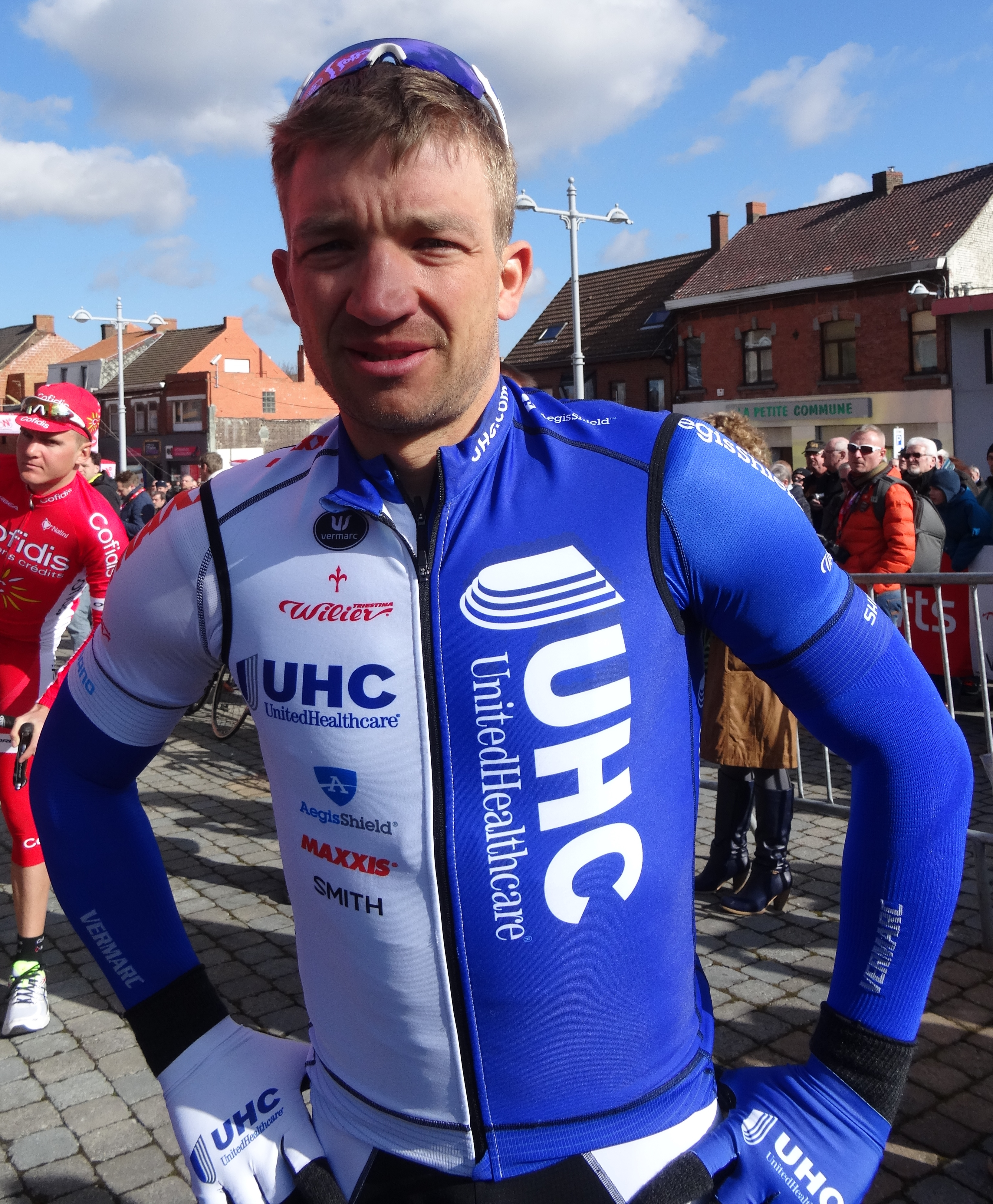
Robert Förster, 2015

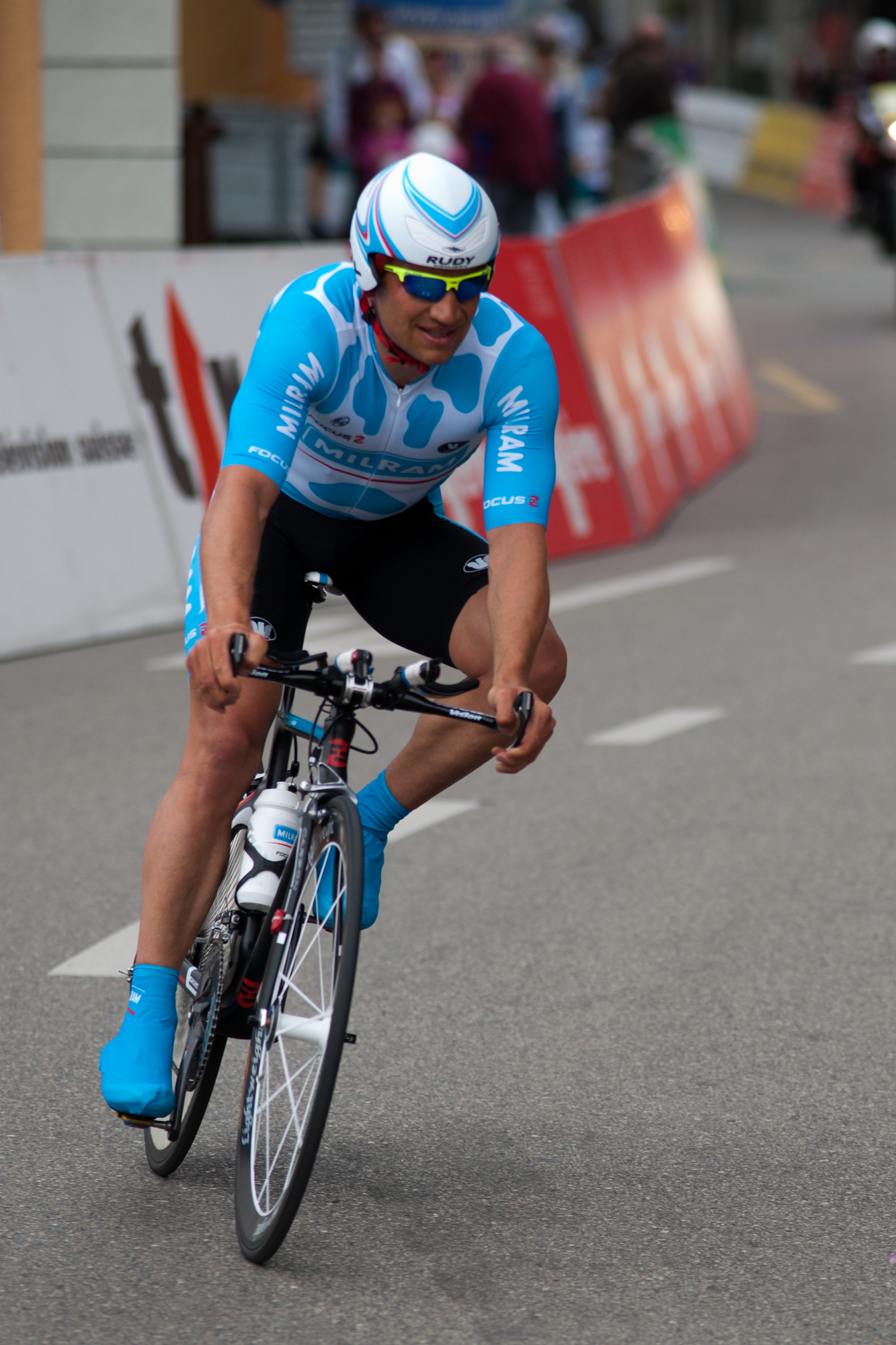
Förster bei der Tour de Romandie 2010

Robert Förster (* 27. Januar 1978 in Markkleeberg), genannt „Frösi“, ist ein ehemaliger deutscher Radrennfahrer. Er galt als Sprintspezialist, der Rennen vornehmlich im Massensprint gewann. Zu seinen größten Erfolgen gehören zwei Etappensiege beim Giro d’Italia und einer bei der Vuelta a España.

## Karriere
Förster, der  1,77 m groß ist und ein Formgewicht von 81 kg hatte, erhielt 2001 seinen ersten Vertrag bei einem UCI-lizenzierten Radsportteam, dem Team Nürnberger, für das er mehrere Etappen internationaler Rundfahrten gewann.
2003 wechselte er zum Team Gerolsteiner. Seine größten Erfolge dort waren ein Etappensieg beim Giro d’Italia 2006 und zwei Etappensiege 2007, Siege beim Eintagesrennen Groningen-Münster 2003 und 2004 und die Silbermedaille bei den Deutschen Straßen-Radmeisterschaften 2005. Im Juli 2005 nahm er erstmals an der Tour de France teil. Dort erreichte er u. a. Rang drei auf der 6. Etappe von Troyes nach Nancy. Nach der Auflösung des Team Gerolsteiner wechselte er zum Team Milram. Sein einziger Erfolg für dieses Team war 2009 ein Etappensieg bei der Türkei-Rundfahrt.
Nach der Auflösung des Teams Milram  wechselte er 2011 in die Vereinigten Staaten zum  UnitedHealthcare Pro Cycling Team, um die Mannschaft bei europäischen Rennen anzuführen. Bei der Tour de Langkawi im Januar fuhr er nach dem sieglosen Vorjahr den ersten Saisonsieg ein. 2012 entschied das Management aufgrund seiner Erfahrung, ihn als Anfahrer und Mentor in das Team zu integrieren, um den jungen Sprintern im Team zu Siegen zu verhelfen. Einer dieser Sprinter war Jake Keough. Nach einem schweren Trainingssturz im Februar 2013, wo Förster fast sein Bein verlor, kämpfte er sich in die internationale Spitze zurück und gewann im Juli 2013 die 6. Etappe der Tour of Qinghai Lake, ein Rennen hors categorie. Nachdem das UnitedHealthcare Pro Cycling Team sein Rennprogramm nur noch auf amerikanische und asiatische Wettbewerbe beschränkte, beendete Förster zum Ablauf der Saison 2015 seine Karriere. Danach absolvierte Förster die Meisterschule für Zweiradmechaniker. Ende 2016 bestand er die Meisterprüfung. Seit 2015 ist er alleiniger Inhaber und Geschäftsführer der Grupetto GmbH & Co KG, die in Leipzig und Markkleeberg insgesamt drei Radsportfachgeschäfte betreibt. 2016 erhielt Robert Förster die Ehrenmedaille seiner Heimatstadt Markkleeberg. Förster kümmert sich seit 2009 um den Nachwuchs im Radsport. Er veranstaltet u. a. den Robert-Förster-Nachwuchscup, eine Rennserie ausschließlich für Kinder. Seit 2018 ist er Präsident des Radsportvereins RCF Markkleeberg. Förster arbeitet außerdem als Trainer. Förster ist der Neffe des ehemaligen Radrennfahrers Egon Adler.

## Erfolge
| 2000 - eine Etappe Giro del Capo 2001 - eine Etappe Vuelta a Cuba - eine Etappe Giro del Capo - eine Etappe GP Torres Vedras - zwei Etappen Sachsen-Tour - eine Etappe Hessen-Rundfahrt 2002 - eine Etappe Circuito Montañés - eine Etappe Sachsen-Tour 2003 - eine Etappe Rheinland-Pfalz-Rundfahrt - Groningen-Münster 2004 - Groningen-Münster 2005 - eine Etappe Niedersachsen-Rundfahrt 2006 - eine Etappe Giro d’Italia - eine Etappe Ster Elektrotoer | - zwei Etappen Dänemark-Rundfahrt - eine Etappe Circuit de la Sarthe - eine Etappe Vuelta a España 2007 - eine Etappe Settimana Coppi e Bartali - eine Etappe Giro d’Italia - eine Etappe Deutschland Tour 2008 - zwei Etappen Algarve-Rundfahrt - Dutch Food Valley Classic - eine Etappe Polen-Rundfahrt 2009 - eine Etappe Presidential Cycling Tour of Turkey 2011 - eine Etappe Tour de Langkawi - eine Etappe Vuelta a Asturias - eine Etappe Tour of Qinghai Lake - zwei Etappen Nature Valley Grand Prix 2013 - eine Etappe Tour of Qinghai Lake |

## Teams
- 2001–2002: Team Nürnberger
- 2002–2008: Team Gerolsteiner
- 2009–2010: Team Milram
- 2011–2015: UnitedHealthcare Pro Cycling